# Ingvar Kamprad
Feodor Ingvar Kamprad plus connu sous le nom de Ingvar Kamprad (), né le 30 mars 1926 à Pjätteryd (sv) en Suède et mort le 27 janvier 2018 à Liatorp, est un entrepreneur suédois qui a fait fortune en créant la chaîne de magasins Ikea.
Il a été membre actif dans des organisations nazies et fascistes pendant la guerre, selon le journaliste suédois Thomas Sjöberg, découverte datant de 1994.
En 2018, à sa mort, il est à la 8e place du classement des hommes les plus riches de la planète selon le Bloomberg Billionaires Index, avec une fortune estimée à 47 milliards d’euros.

## Biographie
Le 30 mars 1926, Feodor Ingvar Kamprad naît à Pjätteryd (aujourd'hui Älmhult) dans le Småland, région pauvre de Suède. Fils de paysans, il a la fibre du commerce très jeune. Dès l'âge de sept ans, il vend des allumettes (suédoises), puis des décorations de Noël. Par la suite, il se consacre à la vente de semences : « J'ai acheté des semences pour le jardin. J'ai fait une grande réussite avec ça. Je rendais visite à toutes les maisons de mon village. Après cette année, j'ai pu m'acheter ma première bicyclette ». Pendant une dizaine d'années, il complète son assortiment en achetant en gros du poisson, des stylos, des cadres, des nappes, des bijoux, des bas en nylon, des articles de papeterie et de petite maroquinerie qu'il stocke dans son abri de jardin avant de les livrer à vélo. Face au développement de son activité, il s'associe au laitier et profite de la tournée de ce dernier en camionnette pour accroître sa clientèle. Le 15 juillet 1943, Kamprad inscrit le nom de son entreprise Ikea au registre de commerce suédois. Ikea est l'acronyme tiré de Ingvar Kamprad, de la ferme familiale, Elmtaryd, et du nom de son village, Agunnaryd.
Le porte-à-porte étant une méthode de vente peu adaptée à ses ambitions, Kamprad décide de faire de la réclame dans la presse locale et de travailler avec un catalogue de vente par correspondance en 1945. Les premiers meubles (fabriqués par des artisans locaux) sont proposés en 1947. Il lance en 1949 la brochure de vente par correspondance Ikea news. Devant le succès de ce produit, Kamprad décide de se consacrer exclusivement à la vente de meubles en 1951. En 1953, il achète un atelier de menuiserie dans la ville voisine d'Älmhult (où se trouve toujours le centre stratégique du groupe, à savoir la conception des collections) et le convertit en salle d'exposition de meubles. En court-circuitant les intermédiaires, il propose des tarifs très compétitifs mais doit faire face au boycott des fabricants de meubles (pressions exercées sur ses fournisseurs par ses concurrents), si bien qu'en 1955, l'entreprise fait le pari de concevoir le mobilier et de se lancer dans son propre design. Le premier magasin ouvre à Älmhult le 28 octobre 1958. Kamprad ayant observé que la rationalisation de la fabrication touchait peu les produits domestiques, il décide de les développer selon la devise FFF, c'est-à-dire la fonctionnalité, la forme et la facilité à être produit. En 1956, la formule qui fera la marque de fabrique de l'entreprise apparaît : les meubles sont livrés en paquets plats et sont montés par l'acheteur.
En 1963, la Norvège voit à Asker, près d'Oslo, l'implantation du premier magasin Ikea en dehors de la Suède.
En 1976, Ingvar Kamprad s'établit à Épalinges sur les hauts de Lausanne en Suisse romande. Pour 2011, le magazine Bilan le classe au 1er rang des fortunes en Suisse. Il y réside jusqu'en 2013, avant de retourner en Suède.
D'après le magazine Forbes de mars 2007, Ingvar Kamprad est le 4e homme le plus riche du monde, avec une fortune estimée à 33 milliards de dollars, ce qu'il conteste : « Ni moi ni ma famille ne sommes propriétaires d'IKEA. Voilà plus de 20 ans que j'ai cédé toutes mes actions afin de garantir la continuité de l'entreprise ». Le groupe Ingka Holding est sous le contrôle de la Fondation Ingka de droit néerlandais. Reste que selon une enquête récente, Ingvar Kamprad a conservé les droits sur la marque même après avoir transmis l'entreprise à une fondation néerlandaise, Inter Ikea Group, en 1982. Il a continué à toucher, dans le plus grand secret, des dividendes qui, au fil des ans, lui auraient rapporté entre 2,5 et 3,5 milliards d'euros.
En 2015, Ingvar Kamprad paie pour la première fois ses impôts en Suède en 40 ans. ll avait quitté la Suède en 1973, notamment pour échapper à la fiscalité du pays.
Il meurt le 27 janvier 2018, âgé de 91 ans,,.

## Distinctions
- Chevalier 1re classe de l'ordre de Vasa

## Mécénat
- Dès 1973, il crée la Fondation pour soutenir des jeunes, notamment dans le secteur du design.
- Chaque année, il débourse un demi-million de francs, lesquels sont destinés à des bourses finançant des formations.
- En 2006, il fait don d'un demi-million de francs suisses à l'école cantonale d'art de Lausanne pour construire un amphithéâtre.

## Sympathies nazies
Certaines sources (comme la journaliste Elisabeth Åsbrink en 2011) affirment que dans sa jeunesse, Kamprad fut membre des Jeunesses nordiques, équivalent suédois des Jeunesses hitlériennes. Son père et sa grand-mère vouaient en effet une admiration sans bornes à Adolf Hitler, admiration sans doute partagée par le jeune Ingvar à l'époque. 
Le journaliste suédois Thomas Sjöberg découvre en 1994 qu'Ingvar Kamprad avait été membre actif dans des organisations nazies et fascistes pendant la guerre. Il restera membre du parti fasciste jusqu'en 1951, six ans après la fin de la guerre. 
En 1994, la presse révèle son engagement et ses relations durables avec Per Engdahl, chef de file du mouvement pro-nazi suédois. Dans une lettre adressée à ses salariés, Ingvar Kamprad présente des excuses tout en assumant son passé, mis sur le compte d'une « erreur de jeunesse ».
Un journal suédois affirme ensuite qu'Ikea avait démarré grâce à des fonds apportés par des Nazis. Kamprad le nie fermement : « Ils auraient pu m'accuser de meurtre... mais pas d'avoir emprunté de l'argent ! ».